# Открытый чемпионат Марселя по теннису среди женщин
Открытый чемпионат Марселя среди женщин — женский профессиональный международный теннисный турнир, проходящий на рубеже весны и лета в Марсель (Франция) на грунтовых кортах. С 1999 года относится к женской взрослой серии ITF с призовым фондом 100 тысяч долларов и турнирной сеткой, рассчитанной на 32 участницы в одиночном разряде и 16 пар.

## Общая информация
Накануне сезона-1996 ФФТ и ITF организовали в Марселе совместный профессиональный турнир. Первое соревнование имело призовой фонд в 10 тысяч долларов, но уже через год приехавшие теннисистки разыгрывали в пять раз большую сумму. В 1998 году турнир не проводился, но год спустя соревнование было восстановлено и с тех пор проводится ежегодно.
Первый турнир прошёл в сентябре, а в дальнейшем турнир регулярно проводился в июне — вскоре после Roland Garros.
Победительницы и финалистки
Соревнование весьма популярно у представительниц Испании: на их счету 11 титулов (из которых семь пришлось на одиночный разряд). Кончита Мартинес-Гранадос и Анхелес Монтолио — две единственные теннисистки, выигрывавшие одиночный турнир более одного раза. Кончита, наряду с Лурдес Домингес Лино и Лорой Торп — единственные теннисистки, выигрывавшие парный турнир более одного раза. Француженки выигрывали домашний турнир шесть раз: две победы пришлись на одиночный разряд и четыре — на парный. Парное соревнование пять раз покорялось мононациональным парам: трижды это были испанки и по разу — датчанки и француженки.

## Финалы разных лет
| Год  | Чемпионка                     | Финалистка              | Счёт           |
| ---- | ----------------------------- | ----------------------- | -------------- |
| 2015 | Моника Никулеску              | Полин Пармантье         | 6-2 7-5        |
| 2014 | Александра Дулгеру            | Юханна Ларссон          | 6-3 7-5        |
| 2013 | Андреа Петкович               | Анабель Медина Гарригес | 6-4 6-2        |
| 2012 | Лурдес Домингес Лино          | Полин Пармантье         | 6-3 6-3        |
| 2011 | Полин Пармантье               | Ирина-Камелия Бегу      | 6-3 6-2        |
| 2010 | Клара Закопалова              | Юханна Ларссон          | 6-3 6-3        |
| 2009 | Йоана-Ралука Олару            | Маша Зец-Пешкирич       | 6-7(4) 7-5 6-4 |
| 2008 | Кирстен Флипкенс              | Стефани Форетц          | 7-6(4) 6-2     |
| 2007 | Хорхелина Краверо             | Стефани Коэн-Алоро      | 6-2 6-4        |
| 2006 | Екатерина Бычкова             | Северин Бремон          | 6-1 6-2        |
| 2005 | Кончита Мартинес-Гранадос (2) | Мари-Эв Пеллетье        | 6-1 6-1        |
| 2004 | Анабель Медина Гарригес       | Любомира Курхайцова     | 5-7 6-3 6-3    |
| 2003 | Аранча Парра Сантонха         | Клодин Шоль             | 6-2 6-1        |
| 2002 | Кончита Мартинес-Гранадос     | Эмили Луа               | 6-2 3-6 7-5    |
| 2001 | Клара Коукалова               | Карина Габшудова        | 6-4 4-6 7-6(3) |
| 2000 | Анхелес Монтолио (2)          | Анабель Медина Гарригес | 6-2 6-7(4) 6-4 |
| 1999 | Анхелес Монтолио              | Кристина Торренс Валеро | 6-4 7-5        |
| 1997 | Амели Кошете                  | Мирьяна Лучич           | 4-6 7-5 6-4    |
| 1996 | Софи Альбинус                 | Эмануэла Санджорджи     | 6-0 6-2        |

| Год  | Чемпионки                                                | Финалистки                                | Счёт              |
| ---- | -------------------------------------------------------- | ----------------------------------------- | ----------------- |
| 2015 | Татьяна Буа Лора Торп (2)                                | Николь Мелихар Марина Заневская           | 6-3 3-6 [10-6]    |
| 2014 | Лурдес Домингес Лино (2) Беатрис Гарсия-Видагани         | Юлия Бейгельзимер Ольга Савчук            | 6-1 6-2           |
| 2013 | Сандра Клеменшиц Андрея Клепач                           | Эйжа Мухаммад Элли Уилл                   | 1-6 6-4 [10-5]    |
| 2012 | Северин Бельтрам Лора Торп                               | Кристина Барруа Ольга Савчук              | 6-1 6-4           |
| 2011 | Ирина-Камелия Бегу Нина Братчикова                       | Лаура-Йоана Андрей Мэдэлина Гожня         | 6-2 6-2           |
| 2010 | Юханна Ларссон Ивонн Мойсбургер                          | Стефани Коэн-Алоро Орели Веди             | 6-4 6-2           |
| 2009 | Татьяна Гарбин Мария-Эмилия Салерни                      | Тимея Бачински Елена Бовина               | 6-7(4) 6-3 [10-7] |
| 2008 | Агнеш Сатмари Орели Веди                                 | Виктория Кутузова Анна Лапущенкова        | 6-4 6-3           |
| 2007 | Ксения Милевская Роксана Вайсемберг                      | Саломе Льягуно Надеж Вергос               | 6-2 6-1           |
| 2006 | Кончита Мартинес-Гранадос (2) Мария Хосе Мартинес Санчес | Северин Бремон Стефани Коэн-Алоро         | 7-5 6-4           |
| 2005 | Лига Декмейере Каролин Денен                             | Мария-Фернанда Алвес Мари-Эв Пеллетье     | 6-2 1-6 6-2       |
| 2004 | Шахар Пеер Елена Веснина                                 | Кильдин Шевалье Кончита Мартинес-Гранадос | 6-1 6-1           |
| 2003 | Юлиана Федак Галина Фокина                               | Андрея Ванк Рената Ворачова               | 6-4 6-7(3) 6-3    |
| 2002 | Лурдес Домингес Лино Кончита Мартинес-Гранадос           | Ванесса Хенке Сандра Клёзель              | 7-5 4-6 6-0       |
| 2001 | Лиэнн Бейкер Маниша Малхотра                             | Каролина Денен Майя Палавершич-Купер-Смит | 7-6(5) 6-2        |
| 2000 | Аличе Канепа Мариана Диас-Олива                          | Светлана Кривенчева Анна Белен-Зарска     | 6-2 6-3           |
| 1999 | Хисела Риера-Роура Ралука Санду                          | Ева Мартинцова Ленка Немецкова            | 6-4 7-6           |
| 1997 | Каталин Мароши-Аракама Вероника Стеле                    | Каролина Денин Нино Луарсабишвили         | 6-2 4-6 6-1       |
| 1996 | Софи Альбинус Карин Пташек                               | Аличе Канепа Дебби Хак                    | 5-7 7-5 6-4       |